# Daniel Follonier
Daniel Follonier (Sierre, Wallis kanton, 1994. január 18. –) svájci korosztályos válogatott labdarúgó, a Cham játékosa.

## Statisztika
| Klub     | Szezon   | Bajnokság | Bajnokság | Kupa  | Kupa  | Nemzetközi | Nemzetközi | Összesen | Összesen |
| Klub     | Szezon   | Mérk.     | Gólok     | Mérk. | Gólok | Mérk.      | Gólok      | Mérk.    | Gólok    |
| -------- | -------- | --------- | --------- | ----- | ----- | ---------- | ---------- | -------- | -------- |
| FC Sion  | 2014–15  | 1         | 1         | 0     | 0     | 0          | 0          | 1        | 1        |
| FC Sion  | 2014–15  | 19        | 6         | 3     | 0     | 0          | 0          | 22       | 6        |
| FC Sion  | 2015–16  | 4         | 0         | 0     | 0     | 0          | 0          | 4        | 0        |
| FC Sion  | Összesen | 24        | 7         | 3     | 0     | 0          | 0          | 27       | 7        |
| Összesen | Összesen | 24        | 7         | 3     | 0     | 0          | 0          | 27       | 7        |

## Sikerei, díjai
- Sion
  - Svájci kupa: 2014-15

## Külső hivatkozások
- Transfermarkt profil
- Daniel Follonier adatlapja a Soccerway oldalon (angolul)